# Avalanche (comics)
Pour les articles homonymes, voir Avalanche (homonymie).
Dominikos Petrakis, alias Avalanche est un super-vilain évoluant dans l'univers Marvel de la maison d’édition Marvel Comics. Créé par le scénariste Chris Claremont et le dessinateur John Byrne, le personnage de fiction apparaît pour la première fois dans le comic-book Uncanny X-Men #141 en janvier 1981.
C'est un ennemi récurrent des X-Men.

## Biographie du personnage

### Origines et parcours
Originaire de Crète, le mutant Dominikos Petrakis fait partie de la seconde Confrérie des mauvais mutants. Les terroristes tentèrent d'assassiner le sénateur des États-Unis Robert Kelly, celui-ci ayant des vues fascistes envers les mutants. Petrakis combattit les X-Men, puis les Vengeurs.
Avalanche fait ensuite une courte carrière en solitaire, essayant d'obtenir une rançon de la part du gouvernement américain après avoir proclamé qu'il utiliserait son pouvoir mutant pour provoquer un séisme en Californie. Quand il tente d'utiliser son pouvoir sur Hulk, il a les deux bras brisés à cause de l'impact du choc en retour. Après sa guérison, il rejoint la Confrérie.
Mystique, alors leader de l'équipe, offre les services du groupe au gouvernement. Leur première mission, sous le nom de Freedom Force, est de capturer Magnéto. Le groupe est ensuite assigné à la capture des Vengeurs.
En cherchant à capturer le jeune Rusty Collins, Avalanche affronte X-Factor. Il est aussi présent à Dallas lors de la « mort » des X-Men. Il combat par la suite Cyclope, Jean Grey et les Nouveaux Mutants.
Lors d'une bataille sur l'île de Muir contre les Reavers, plusieurs de ses camarades sont tués ou gravement blessés.
Durant les Actes de Vengeance, il s'associe avec le Colosse et Pyro contre les Vengeurs. Il participe juste après à la dernière mission de Freedom Force, au Koweït. Il abandonne ses collègues contre Desert Sword pour sauver le Commando Pourpre.
Quand Freedom Force est dissoute après une mission ratée, pendant la Guerre du Golfe, Avalanche reste un employé du gouvernement au sein du projet « Wideawake ». Il quitte l'agence quand il découvre que son ami Pyro a contracté le virus Legacy et tente de lui trouver un remède, en vain. Finalement, Pyro meurt.
Lors d'une crise nerveuse, il essaie de détruire un quartier de New York, mais est stoppé par Félina.
Il est ensuite engagé par Exodus, qui lance son équipe terroriste contre le Manoir des X-Men. Avalanche est alors aspiré par le trou noir créé par Xorn.

### Après leM-Day
On ignore comment, mais Avalanche revient sur Terre à la suite du M-Day, après s'être retrouvé, aux dires de Nocturne et du Fléau. Il s'installe à San Francisco et ouvre un bar, « Chez Nick ».
Quand San Francisco est le théâtre d'affrontements entre le H.A.M.M.E.R., des anti-mutants et des pro-mutants, Avalanche s'oppose aux soldats. Il est cependant facilement battu par le dieu Arès, envoyé en renfort.

## Pouvoirs et capacités
Avalanche est un mutant très puissant, possédant le pouvoir de générer des ondes sismique extrêmement destructrices via ses mains.
En complément de ses pouvoirs, Dominikos Petrakis possède la force normale d’un homme de son âge et de sa constitution qui pratique régulièrement une activité physique intense. C'est aussi un bon combattant au corps à corps, entraîné par la Freedom Force. Il est également un excellent lutteur (lutte gréco-romaine) et un jardinier talentueux.
- Avalanche peut utiliser son pouvoir pour cibler des choses précises, comme des objets ou des bâtiments, qu'il peut ensuite réduire en morceaux. S'il vise la terre, il peut provoquer des séismes sur des zones limitées. On l'a déjà vu détruire des petites villes en un clin d’œil. La portée de son pouvoir est inconnue mais, dans une colère noire, il pourrait rayer un pays entier de la carte en quelques minutes.
- Il est immunisé contre son propre pouvoir, sauf si celui-ci est renvoyé indirectement sur lui (comme quand il l'utilisa contre Hulk). Son pouvoir a d'ailleurs peu d'effet sur les tissus organiques[2].

## Apparition dans d'autres média

### Cinéma
Dans le film Logan de 2017, un enfant nommé X-23-11 créé par Transigen possède les pouvoirs de Dominic Petros alias Avalanche parce qu'il est basé sur le code génétique d’Avalanche. Le nom de Petros peut également être vu sur un document récupéré par Logan comme étant la source génétique. 

### Télévision
Une version radicalement différente d'Avalanche apparaît dans la série animée X-Men: Evolution. Ici le personnage est présenté comme un adolescent dont le véritable nom est Lance Alvers.
Il est basiquement un délinquant, mais, au fur et à mesure que la série avance, il montre peu à peu une attitude d'anti-héros, sauvant même des personnes en certaines occasions. En l'absence de Mystique, Avalanche est celui qui prend usuellement le commandement de la Confrérie. Il déteste particulièrement Cyclope, mais a des sentiments pour Shadowcat.
Lance apparaît dans l'épisode 2, où, alors qu'il tague les casiers de l'école, il croise par hasard Kitty et la surprend à utiliser son pouvoir accidentellement. Il s'attache à elle, et tente vite de former une complicité avec elle. Kitty accepte au départ, mais, après avoir découvert qu'il se servait d'elle pour tricher à des contrôles, elle le laisse et rejoint les X-Men sous le nom de code de Shadowcat. Lance est de son côté rapidement abordé par Mystique, et rejoint la Confrérie sous le nom d'Avalanche.
Avalanche reste dans la Confrérie durant l'essentiel de la série. Dans le final de la saison 1, il réussit à battre Diablo, lui permettant d'accéder à l'Astéroïde M, mais s'en échappe lorsque la base explose.
Après la mort apparente de Magnéto et de Mystique, la Confrérie se calme peu à peu et détend ses rapports avec les X-Men, au point que les sentiments de Lance pour Kitty, en plus de resurgir, tendent à devenir réciproques. Convaincu que Mystique ne reviendra pas, Avalanche en vient à demander à rejoindre les X-Men. Malgré les protestations de Cyclope, Xavier accepte de le prendre à l'essai parmi les jeunes recrues de l'Institut. Lorsque la voiture de Cyclope puis le X-Van sont successivement retrouvés en morceaux, Cyclope accuse Lance d'être responsable, mais il s'avère que les vrais coupables sont en fait les autres jeunes recrues, qui se plaisent à essayer les véhicules la nuit. Avalanche et Kitty tentent d'arrêter ces derniers lorsqu'ils essayent cette fois d'utiliser le X-Jet, en vain. Le lendemain, Avalanche tente de reporter la responsabilité sur lui pour les couvrir, mais les autres, coupables, avouent d'eux-mêmes la vérité. Avalanche se voit offrir une place définitive parmi les X-Men, mais choisit tout de même de retourner à la Confrérie, estimant que même eux ont la vie plus facile.
À la finale de la saison 4 Shadowcat viendra le voir en essayant de le convaincre de venir affronter Apocalypse. Il refusera son invitation, mais viendra finalement les aider a combattre Magnéto.